# وایتلف
وایتلف (به انگلیسی: Whyteleafe) یک شهرک و محله مدنی در بریتانیا است که در Tandridge واقع شده‌است. وایتلف ۲٫۱۷ کیلومتر مربع مساحت و ۳٬۹۰۰ نفر جمعیت دارد.